# Dinàmica molecular
En química, la dinàmica molecular (DM) és una tècnica de simulació en la qual es permet que àtoms i molècules interaccionin per un període. En general, els sistemes moleculars són complexos i consisteixen d'un gran nombre de partícules, per la qual cosa seria impossible trobar les seves propietats de forma analítica. Per a evitar aquest problema, la DM utilitza mètodes numèrics. Representa un punt intermedi entre els experiments i la teoria. Pot ser entesa com un experiment en la computadora.
La dinàmica molecular és un camp interdisciplinari. Les seves lleis i teories provenen de les matemàtiques, la física i la química. Empra algoritmes de les ciències de la computació i teoria de la informació. Permet entendre els materials i les molècules no com entitats rígides, sinó com cossos animats. Originalment va ser concebuda dintre de la física teòrica, encara que avui dia s'utilitza sobretot en biofísica i ciència de materials. El seu camp d'aplicació va des de superfícies catalítiques fins a sistemes biològics.
Aquesta tècnica presenta un compromís entre cost computacional i fiabilitat en els resultats, ja que s'utilitzen les equacions de Newton, que són menys costoses que les de la mecànica quàntica. És per això que moltes propietats que poden resultar d'interès, com ara la formació o ruptura d'enllaços, no puguin ser estudiades mitjançant aquest mètode, ja que no contempla estats excitats o reactivitat. Existeixen mètodes híbrids denominats QM/MM (quantum mechanics/molecular mechanics) en els quals un centre reactiu és tractat de manera quàntica mentre que l'ambient que l'envolta es tracta de manera clàssica. El desafiament en aquest tipus de mètodes resulta en la definició de manera precisa de la interacció entre els dues formes de descriure el sistema. Se sap que la matèria està constituïda de partícules en moviment i interacció almenys des de l'època de Boltzmann en el segle xix. Però molts encara s'imaginen les molècules com als models estàtics d'un museu.
Richard Feynman va dir en 1963 que «tot el que fan els éssers vius pot ser entès a través dels salts i contorsions dels àtoms». Una de les contribucions més importants de la dinàmica molecular és crear consciència que l'ADN i les proteïnes són «màquines» en moviment. S'utilitza per a explorar la relació entre estructura, moviment i funció. També se l'ha anomenat «estadística mecànica numèrica» o «la visió de Laplace de la mecànica newtoniana», en el sentit de predir el futur en animar les forces de la naturalesa. És pot pensar que la DM és com un microscopi virtual. No obstant això, les simulacions llargues estan mal condicionades, la qual cosa genera errors numèrics acumulatius. Això vol dir que cal abandonar la il·lusió que s'està seguint el comportament real d'una molècula en el temps. De qualsevol forma, la dinàmica molecular permet explorar el seu comportament representatiu en l'espai fase. El resultat d'una simulació de dinàmica molecular són les posicions X i velocitats V de cada àtom de la molècula, per a cada instant en el temps. A això se l'anomena «trajectòria».

## Conjunt microcanònic (NVE)
La forma més simple de dinàmica molecular passa en el conjunt microcanònic. En ell, el sistema està aïllat: el seu volum no s'altera (V) i no intercanvia massa (N) ni energia (I) amb l'entorn. Per a un sistema de N partícules amb coordenades X i velocitats. V
La funció d'energia potencial U(X) són les atraccions i repulsions que senten els àtoms entre ells a causa dels enllaços químics, interaccions electroestàtiques, van der Waals, etc. de les molècules. U(X) també es coneix com a camp de força i és una funció de les coordenades de les partícules X. Normalment prové de càlculs de química quàntica i/o experiments espectroscòpics. No obstant això, el camp de força generalment té una forma funcional que ho fa pertànyer a la mecànica clàssica.
La trajectòria de les partícules és discreta en el temps. Normalment es tria un pas de temps suficientment petit (per exemple, 1 femtosegon) per a evitar errors numèrics de discretització. Per a cada pas de temps, s'integra la posició X i velocitat V amb un mètode simplèctic com la integració de Verlet. Donades les posicions inicials (per exemple, l'estructura de rajos X d'una proteïna) i les velocitats inicials (per exemple, aleatòries i gaussianes), és possible calcular totes les posicions i velocitats en el futur.